# Garpenbergs landskommun
Garpenbergs landskommun var en tidigare kommun i dåvarande Kopparbergs län, nu Dalarnas län. 

## Administrativ historik
När kommunalförordningarna den 1 januari 1863 inrättades i Sverige, cirka 2500 kommuner, de allra flesta så kallade landskommuner, men även köpingar och städer.
I Garpenbergs socken i Dalarna inrättades då denna kommun. Kommunen uppgick vid kommunreformen 1952 i Hedemora landskommun.

## Kommunvapnet
Blasonering: Medelst en fjällskura delat av rött, vari två korslagda yxor av silver, och silver, vari ett kopparmärke mellan två järnmärken, alla röda.
Vapnet fastställdes av Kungl. Maj:t den 12 april 1946 och upphörde den 1 januari 1952.

## Politik

### Mandatfördelning i Garpenbergs landskommun 1938-1946
| 14 | 4 | 3 |

| 20 |

| 16 | 5 |

| 20 |

| 1 | 13 | 6 |

| 20 |